# 하츠네 미쿠: 프로젝트 디바
《하츠네 미쿠: 프로젝트 디바》는 세가와 크립톤 퓨처 미디어가 제작하는 일련의 리듬 게임 시리즈이다. 2009년 플레이스테이션 포터블용으로 발매된 《하츠네 미쿠: 프로젝트 디바》를 시작으로 휴대용 게임기, 가정용 게임기, 아케이드, 모바일 및 가상 현실 플랫폼 등지로 출시됐다.
시리즈 전반적으로 야마하가 제작한 음성 합성 소프트웨어 보컬로이드와 이를 이용한 곡들을 사용하는 것이 주요 특징으로, 마스코트로 가상의 보컬로이드 가수 하츠네 미쿠를 내세웠다.

## 게임
| 2009 | 하츠네 미쿠: 프로젝트 디바                         |
| 2010 | 하츠네 미쿠: 프로젝트 디바 아케이드                |
| 2010 | 하츠네 미쿠: 프로젝트 디바 2nd                     |
| 2011 | 하츠네 미쿠: 프로젝트 디바 Extend                  |
| 2012 | 하츠네 미쿠 and Future Stars Project mirai         |
| 2012 | 미쿠 플릭                                          |
| 2012 | 미쿠 플릭/02                                       |
| 2012 | 하츠네 미쿠: 프로젝트 디바 F                       |
| 2013 | 하츠네 미쿠 Project mirai 2                        |
| 2013 | 하츠네 미쿠: 프로젝트 디바 아케이드 퓨처 톤        |
| 2014 | 하츠네 미쿠: 프로젝트 디바 F 2nd                   |
| 2015 | 하츠네 미쿠 Project mirai 디럭스                   |
| 2016 | 하츠네 미쿠: 프로젝트 디바 X                       |
| 2016 | 하츠네 미쿠: 프로젝트 디바 Future Tone             |
| 2016 | 하츠네 미쿠: VR 퓨처 라이브                        |
| 2017 | 하츠네 미쿠: 프로젝트 디바 Future Tone DX          |
| 2018 |                                                    |
| 2019 |                                                    |
| 2020 | 하츠네 미쿠: 프로젝트 디바 MEGA39's                |
| 2020 | 프로젝트 세카이: 컬러풀 스테이지 feat. 하츠네 미쿠 |
| 2021 |                                                    |
| 2022 | 하츠네 미쿠: 프로젝트 디바 MEGA39's+               |

### 프로젝트 디바
- 《하츠네 미쿠: 프로젝트 디바》 (2009)
- 《하츠네 미쿠: 프로젝트 디바 아케이드》 (2010)
- 《하츠네 미쿠: 프로젝트 디바 2nd》 (2010)
- 《하츠네 미쿠: 프로젝트 디바 Extend》 (2011)
- 《하츠네 미쿠: 프로젝트 디바 F》 (2012)
- 《하츠네 미쿠: 프로젝트 디바 F 2nd》 (2014)
- 《하츠네 미쿠: 프로젝트 디바 X》 (2016)
- 《하츠네 미쿠: 프로젝트 디바 Future Tone》 (2016)
- 《하츠네 미쿠: 프로젝트 디바 MEGA39's》 (2020)

## 흥행
일본에서 《프로젝트 디바》 시리즈의 인기는 초반부터 흥행해 2012년 4월까지 1백만 장 이상의 판매량을 달성했다. 2014년 7월, 세가는 일본 내 프랜차이즈 총 판매량 집계가 250만 장이라고 발표했다.

## 참조

### 내용주
1. ↑  일본어: 初音ミク -Project DIVA-, 영어: Hatsune Miku: Project DIVA